# Lapisdurowa Kazalnica
Lapisdurowa Kazalnica (niem. Lapiskanzel, słow. Lapisdurová kazateľnica, węg. Lazúrkő-szószék) – zbudowana z wapieni kazalnica w orograficznie lewych zboczach Doliny Suchej w Tatrach Bielskich na Słowacji. Jest to najwybitniejsza skała wśród grupy skał na południowym zboczu Długiego Wierchu. Tkwi w widłach Lapisdurowego Żlebu i głównej części doliny. Ma pionową ścianę o wysokości około 40 m. Pod ścianą liczne nyże. Dokładnie naprzeciwko, na przeciwległych zboczach Doliny Suchej znajduje się skała Piec.
Autorem nazwy skały jest Władysław Cywiński. Kazalnica to rodzaj skały o płaskiej górnej powierzchni, ale podciętej pionową ścianą. Drugi człon nazwy pochodzi od znajdującej się w pobliżu Jaskini Alabastrowej, dawniej zwanej Jaskinią Lapisdurową. 